# Школа № 1 (Обнинск)
Муниципальное общеобразовательное учреждение Средняя общеобразовательная школа № 1 имени С. Т. Шацкого (МОУ СОШ № 1 имени С. Т. Шацкого) — старейшее общеобразовательное учебное заведение города Обнинска Калужской области, ведущее свою историю от детской летней трудовой колонии «Бодрая жизнь», основанной в 1911 году на территории будущего Обнинска С. Т. Шацким.

## История
- 1911 — С. Т. Шацкий создал с педагогами-энтузиастами детскую летнюю трудовую школу-колонию «Бодрая жизнь».
- 1919 — После Великой Октябрьской Социалистической революции школа-колония была преобразована в Первую опытную станцию Наркомата просвещения (Наркомпроса).
- 1923 — Построено новое деревянное здание Первой опытной станции Наркомпроса, на месте которого в 1958 году будет построен стадион «Труд».
- 1934 — Умер основатель школы С. Т. Шацкий. Школе было присвоено имя Шацкого, на территории школы установлен памятник Шацкому.
- 1941 — С началом Второй мировой войны на территории СССР педагоги и ученики школы были эвакуированы, многие старшие воспитанники школы ушли добровольцами на фронт.
- 1946 — Школа была восстановлена после окончания Второй мировой войны и начала учить детей сотрудников появившейся рядом Лаборатории «В» атомного проекта СССР (будущего Физико-энергетического института).
- 1949 — Построено новое здание школы на улице Ленина, куда был перенесён отреставрированный памятник С. Т. Шацкому.
- 1950-е — Построено новое здание школы на 830 мест со спортзалом и теплицей на улице Пирогова; заложен школьный сад и учебно-опытный участок. Место для здания школы было предложено С. А. Кудрявцевой, выступившей резко против предложенного директором школы Г. А. Табулевич размещения нового здания на территории городского парка рядом с водонапорной башней[1].
- 1961 — Указом Президиума Верховного Совета РСФСР школе № 1 было присвоено имя С. Т. Шацкого.
- 2006 — Школа стала городской экспериментальной площадкой по апробации и внедрению цифровых образовательных ресурсов. Уже в начальных классах компьютерные программы стали использоваться для обучения математике, чтению, рисованию и труду.[2]

## Образовательный процесс
Преподавание в школе ведётся в рамках пятидневной учебной недели. Из 14 классов два являются классами компенсирующего обучения. В учебную программу входит изучение иностранного языка — английского. С 2006 года школа стала областной экспериментальной площадкой по программе «Включение цифровых образовательных ресурсов и  средств ИКТ в учебный процесс в качестве инструментов реализации новых педагогических технологий». С 2007 года в начальных классах школы введены курс «Родиноведение» и факультатив «Истоки». С 2010 года запущена новая инновационная программа «Функциональная модель продуктивного образования школьников на основе взаимодействия предметов художественно-эстетического направления».
В школе проводятся научно-практические конференции (в 2011 году проводилась II Школьная научно-практическая конференция, приуроченная к столетнему юбилею учреждения), ученики школы принимают участие в региональных и всероссийских конференциях, городских и областных предметных олимпиадах.
В школе расположен единственный в Обнинске планетарий, действует старейший в городе школьный музей.

## Педагогический состав
С момента основания по 1934 год директором школы был  Станислав Теофилович Шацкий. До 1960 года школу возглавляла Галина Александровна Табулевич, с 1960 по 1985 год — Заслуженный учитель РСФСР Анна Михайловна Кузьмичёва, впоследствии продолжавшая в ней преподавать. А. М. Кузьмичёва — действительный член Русского географического общества. С 1985 года директором школы является Василий Викторович Рогожин, с 2014 года — Галина Владимировна Полякова.
В. В. Рогожин — Отличник просвещения. Окончил историко-филологический факультет Горьковского педагогического института. Три года после окончания института работал в школе села Яковцева Горьковской области, два из которых был заведующим учебной частью. После этого переехал в Обнинск.
Преподаватель школы № 1, завуч с 2002 по 2007 год, кандидат педагогических наук Татьяна Валерьевна Волнистова в 2007 году стала лауреатом обнинского конкурса «Человек года» в номинации «Образование» (за программу по включению программных средств в учебный процесс и обучению педагогических работников передовым цифровым технологиям). Впоследствии Т. В. Волнистова возглавляла с 2007 по 2011 год обнинскую школу № 9. В 2011 году выставила свою кандидатуру и была утверждена администрацией Обнинска на должности начальника управления общего образования. В 2011 году школу № 9 возглавила другая бывшая преподавательница школы № 1 — Любовь Витальевна Зырянова. Среди преподавателей школы также Заслуженный учитель РСФСР, учитель математики Евдокия Дмитриевна Логвиновская, 24 года возглавлявшая городской отдел народного образования Обнинска, Почётный работник общего образования Российской Федерации, завуч Татьяна Ивановна Восьминина, лауреат премии Приоритетного национального проекта «Образование», учитель истории, географии и естествознания Лидия Владимировна Дрожжа и Отличник просвещения, учительница истории Вера Леонидовна Толстикова. Всего в школе в 2010-11 учебном году был 21 преподаватель, из них четверо — лауреаты званий Отличник просвещения и Почётный работник образования.

## Ученики
В последние годы в связи с демографической ситуацией число учащихся школы значительно сократилось: если в 2008-9 учебном году в школе занималось 270 детей, то к концу 2010-11 учебного года в школе насчитывалось 259 учащихся в 14 классах, из них 18 в 10 классе. 11 класса в 2010—2011 году в школе не было.
За историю школы среди её выпускников было около 150 золотых и серебряных медалистов.

## Цитаты
Газета «Первое сентября», 2001:
Век причудливо то расширял, даже распахивал, то жестко сужал многообразие типов и видов образовательных учреждений. В первой четверти XX века и в 90-е годы существовало их настоящее многоцветье. Реализовывались модели школ, учебы, труда, свободного воспитания, самореализации личности. Ещё больше было видов: коммуны, общины, станции, гимназии, лицеи, комплексы. Школы частные и конфессиональные. Там, где сохранялось Пространство, Детство и лютовало педагогическое насилие.

Даже когда признавалась только единообразная школа, директорам и педагогам удавалось придать ей особое выражение. При послаблениях же вовсю расцветали авторские школы. Если же проводить во времени и пространстве ряд наиболее значимых школ, то выстраивается такой стержень: Медведниковская гимназия (Недачин) — Первая опытная станция Наркомпроса Шацкого — Павлышская школа Сухомлинского — Образовательный комплекс № 109 Ямбурга.